# ریویچی هیراشیگ
ریویچی هیراشیگ (انگلیسی: Ryuichi Hirashige؛ زادهٔ ۱۵ ژوئن ۱۹۸۸) بازیکن فوتبال اهل ژاپن است.
از باشگاه‌هایی که در آن بازی کرده‌است می‌توان به باشگاه فوتبال سانفریس هیروشیما و باشگاه فوتبال توکیو وردی اشاره کرد.
وی همچنین در تیم ملی فوتبال ژاپن در ردهٔ زیر ۲۰ سال بازی کرده‌است.